# Шарбонијер (Ер и Лоар)
Шарбонијер (фр. Charbonnières) насеље је и општина у централној Француској у региону Центар (регион), у департману Ер и Лоар која припада префектури Ножан ле Ротру.
По подацима из 2011. године у општини је живело 260 становника, а густина насељености је износила 12,43 становника/km². Општина се простире на површини од 20,91 km². Налази се на средњој надморској висини од 234 метара (максималној 245 m, а минималној 192 m).

## Демографија
| 1962. | 1968. | 1975. | 1982. | 1990. | 1999. | 2011. |
| ----- | ----- | ----- | ----- | ----- | ----- | ----- |
| 396   | 455   | 404   | 311   | 258   | 260   | 260   |

График промене броја становника у току последњих година